# Molly (film)
Molly – australijski dramat przygodowy z 1983 roku, w reżyserii Neda Landera. Debiutancki film australijskiej aktorki Claudi Karvan.
Film kręcono w Nowej Południowej Walii.

## Fabuła
Opowieść o przygodach dziewczynki Maxie, opiekującej się psem - o imieniu Molly.
Molly jest psem posiadającym niesamowity talent, polegający na tym, że potrafi śpiewać. Śpiewa tylko wtedy gdy otaczają ją ludzie, którzy ją kochają. Molly zachowuje milczenie gdy w pobliżu są osoby, które posiadają niedobry charakter. Jej opiekunem jest kochająca dziewczynka o imieniu Maxie. Stary Dan jest złym człowiekiem. Za wszelką cenę chce wykorzystać talent Molly - dla własnego zysku.
Molly i Maxie trafiają do trupy cyrkowej, która przyjęła ich pod swoją opiekę. Dziewczynka jest pewna, że ona i Molly będą tu bezpieczne. Niestety, "stary Dan" jest groźny i niebezpieczny, zrobi wszystko, aby pies stał się jego własnością.

## Główne role
- Claudia Karvan - Maxie Ireland
- Garry McDonald - Jones
- Reg Lye - stary Dan
- Melissa Jaffer - ciotka Jenny
- Robin Laurie - Stella
- Les Dayman - Bill Ireland
- Tanya Lester - Gina
- Ruth Cracknell - Pani Reach
- Jake Blundell - Rudi